# Super Prestige Pernod 1964
De Super Prestige Pernod 1964 was de zesde editie van dit regelmatigheidsklassement in het wielrennen. Er waren twee kalenderwijzigingen ten opzichte van het voorgaande jaar: Parijs-Luxemburg werd toegevoegd aan de kalender, terwijl de GP Stan Ockers niet meer werd verreden. Hierdoor bleven er zeventien wedstrijden die meetelden voor de Super Prestige Pernod.
Het eindklassement werd gewonnen door Vueltawinnaar Raymond Poulidor, die ook tweede was geworden in de Tour. Het zou uiteindelijk de enige keer zijn dat Poulidor de Super Prestige Pernod op zijn naam schreef. Wereldkampioen Jan Janssen eindigde als tweede. Jacques Anquetil won net als een jaar eerder twee Grote Rondes in hetzelfde jaar (ditmaal de Giro en de Tour), maar werd desondanks ditmaal slechts derde in het klassement. De Tour van 1964 was de achtste en laatste Grote Ronde die Anquetil op zijn naam schreef. Hij verbeterde hiermee het record van Fausto Coppi. Het was ook de vijfde keer dat hij de Tour op zijn naam schreef, dat was een verbetering van zijn eigen record.
Behalve de Super Prestige Pernod werden er nog twee andere prijzen uitgereikt: de Prestige Pernod voor Franse renners en de Promotion Pernod voor Franse renners onder de 25 jaar.

## Wedstrijden
| Datum           | Koers                                    | Winnaar                     |
| --------------- | ---------------------------------------- | --------------------------- |
| 9–17 maart      | Parijs-Nice (1964)                       | Jan Janssen                 |
| 19 maart        | Milaan-San Remo (1964)                   | Tom Simpson                 |
| 5 april         | Ronde van Vlaanderen (1964)              | Rudi Altig                  |
| 19 april        | Parijs-Roubaix (1964)                    | Peter Post                  |
| 20 april        | Parijs-Brussel (1964)                    | Georges Van Coningsloo      |
| 4 mei           | Waalse Pijl (1964)                       | Gilbert Desmet              |
| 30 april–16 mei | Ronde van Spanje (1964)                  | Raymond Poulidor            |
| 31 mei          | Bordeaux-Parijs (1964)                   | Michel Nédélec              |
| 29 mei–6 juni   | Critérium du Dauphiné Libéré (1964)      | Valentin Uriona             |
| 16 mei–7 juni   | Ronde van Italië (1964)                  | Jacques Anquetil            |
| 22 juni–14 juli | Ronde van Frankrijk (1964)               | Jacques Anquetil            |
| 3–4 augustus    | Parijs-Luxemburg (1964)                  | Rik Van Looy                |
| 6 september     | Wereldkampioenschap in Sallanches (1964) | Jan Janssen                 |
| 20 september    | Grote Landenprijs (1964)                 | Walter Boucquet             |
| 27 september    | GP du Parisien (1964)                    | Saint Raphaël–Gitane–Dunlop |
| 11 oktober      | Parijs-Tours (1964)                      | Guido Reybrouck             |
| 19 oktober      | Ronde van Lombardije (1964)              | Gianni Motta                |

## Eindklassementen

### Individueel
| Plek | Renner                 | Punten |
| ---- | ---------------------- | ------ |
| 1    | Raymond Poulidor       | 230    |
| 2    | Jan Janssen            | 197    |
| 3    | Jacques Anquetil       | 165    |
| 4    | Rik Van Looy           | 149    |
| 5    | Benoni Beheyt          | 135    |
| 6    | Gilbert Desmet         | 116    |
| 7    | Peter Post             | 95     |
| 8    | Vittorio Adorni        | 90     |
| 8    | Georges Van Coningsloo | 90     |
| 10   | Rudi Altig             | 85     |

- Prestige Pernod: Raymond Poulidor
- Promotion Pernod: Michel Nédélec

1959 · 1960 · 1961 · 1962 · 1963 · 1964 · 1965 · 1966 · 1967 · 1968 · 1969 · 1970 · 1971 · 1972 · 1973 · 1974 · 1975 · 1976 · 1977 · 1978 · 1979 · 1980 · 1981 · 1982 · 1983 · 1984 · 1985 · 1986 · 1987